# 可美村

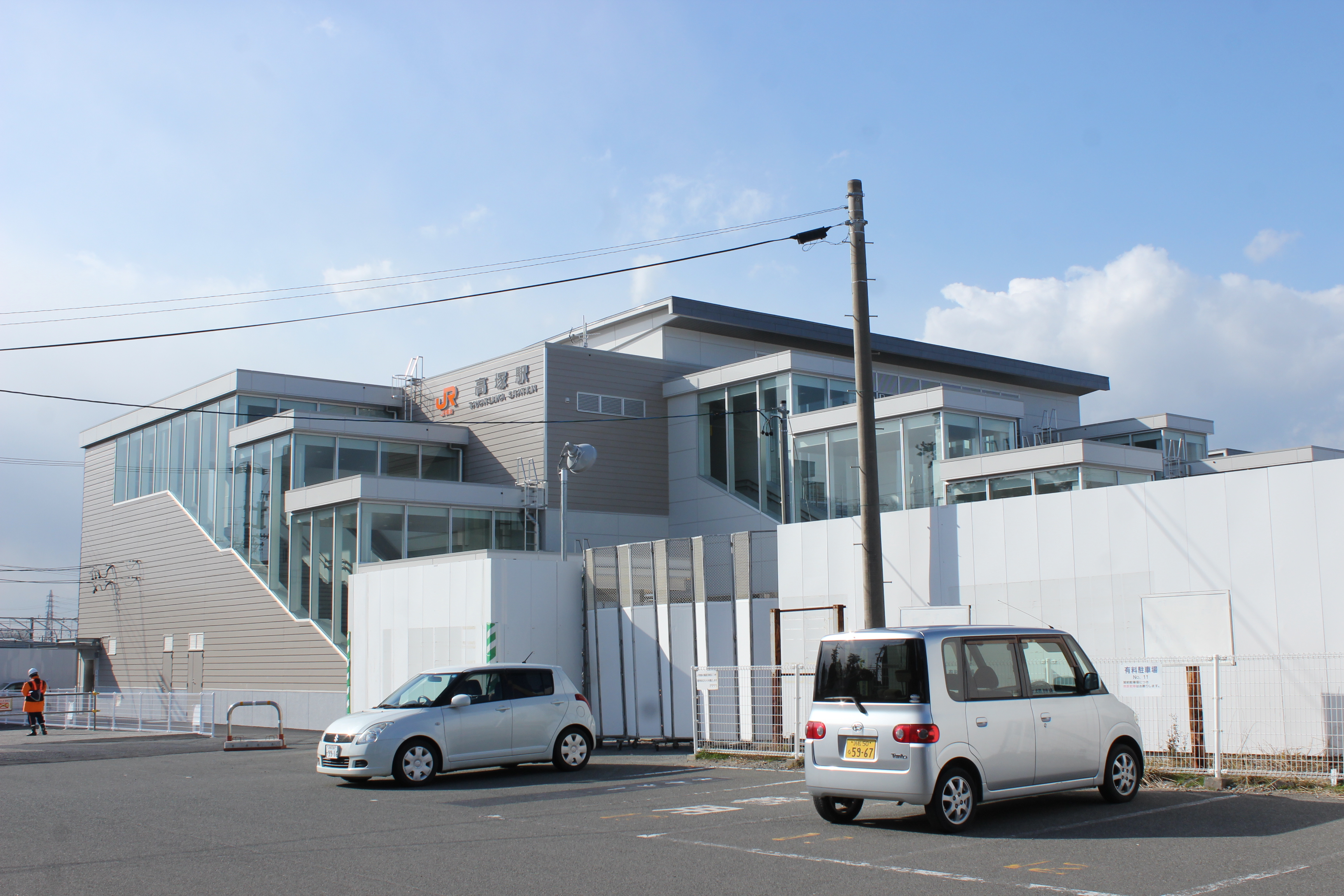
高塚駅

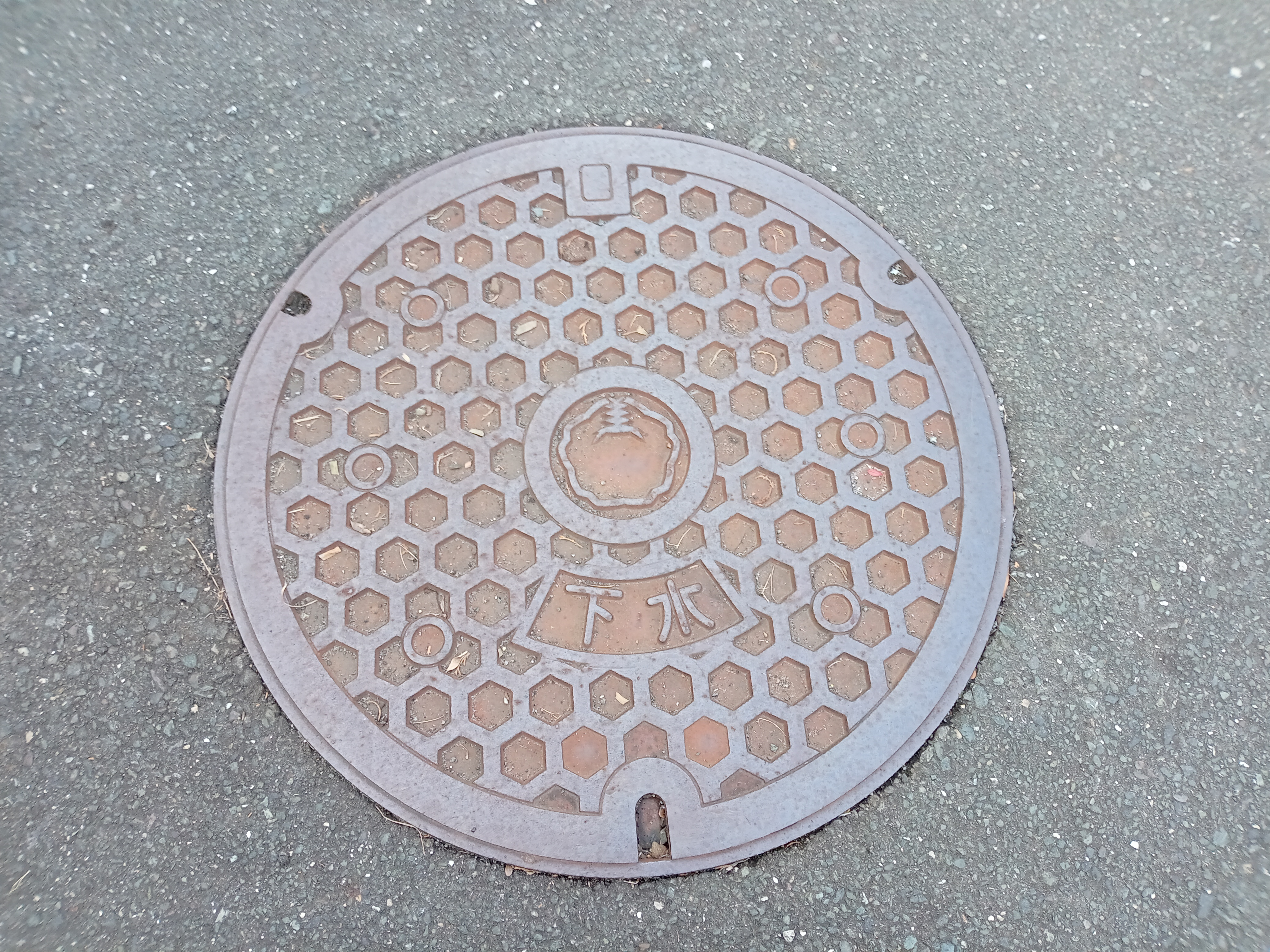
中央区増楽町にある可美村時代のマンホールの蓋

可美村（かみむら）は、かつて静岡県西部、浜名郡に存在した村である。
現在の浜松市中央区の一部で、高塚町、増楽町、若林町、東若林町を村域としていた。1991年（平成3年）5月1日に浜松市に編入合併して消滅した。本項目では改名前の浅場村(あさばむら)についても説明する。

## 概要
二輪・自動車メーカーのスズキや遠州製作の本社が所在し財政面で豊かであったため、長らく市町村合併をせず、周辺の町村が次々と合併していく中、合併前には広島市に四方を囲まれる府中町同様、1961年から1991年まで30年間に亘って浜松市に四方を囲まれて浮島のような状態となっていた。
前述のとおり、スズキ本社から法人市民税や固定資産税などによる税収を得ていたため、周辺町村が合併していく中でも浜松市への合併を拒否し続けてきた。合併に踏み切った理由は、都市計画道路が村内で途切れる等していた事と廃棄物処分や屎尿処分を包囲されている浜松市に委託できず、道路など必要な整備や廃棄物・屎尿処理が可美村単独では不可能と分かったためで、村の行政の円滑化を図るため、1990年（平成2年）に入ると突然浜松市との合併構想が浮上し、同年9月に合併を申し入れ、村議会で可決。
同年12月に合併協議会を設置し、翌1991年（平成3年）1月に浜松・可美両市村議会(議長：田中満州男)の議決、同年3月に静岡県議会の議決を経て同年5月1日付けで浜松市に編入合併された。

## 地理
町内を東西に横切る国道257号の南側は多少低くなっているものの、基本的に村内での標高差はほとんどみられない平地であった(浜松平野)。住宅地が多く、田畑などもみられる。なお合併から35年近く経過した現在においても高層建築物は市内の他地域に比べて少ない。
国道257号線の南側を高塚川が通っている。村域の北東部に堀留川が流れる。

### 広袤
- 東西4.3 ㎞・南北1.25 ㎞である[1]。

## 人口
- 約1万3000人ほどであった[2]。
- 平成２年13,216人内訳は高塚4077人、増楽2435人、若林4553人、東若林2221人。男女は男6717人女6499人。

### 隣接していた自治体
- 静岡県
  - 浜松市

## 歴史
- 江戸時代は江戸と大阪を結ぶ東海道の通過点であった[1]（浜松宿と舞阪宿の間）。

### 沿革

#### 浅場村制時代
- 1889年（明治22年）4月1日 - 町村制施行に伴い浅場村発足。発足時の大字は、浅田・伊場・海老塚・東鴨江・明神野（現:神田町）・東明神野（現:春日町）・増楽・若林・東若林。村名の由来は、当時大きかった地区の「浅田」と「伊場」から1文字ずつ採択[1]。
- 1908年（明治41年）10月1日 - 浅田・伊場・海老塚・東鴨江の各大字が浜松町に編入される[1]。
- 1910年（明治43年）3月28日 - 大字 高塚を入野村から編入する[1]。
- 1911年（明治44年）7月1日 - 浜松町が市制施行し、浜松市になる。

#### 可美村制時代
- 1914年（大正3年）3月10日 - 村名を浅場村から可美村に変更。村名の由来は、当時の浜名郡長の鈴木七二郎氏の漢詩文より選定された（美しかる可（べ）き村）瑞祥名。
- 1949年（昭和24年）4月1日 - 明神野(現:神田町)・東明神野(現:春日町)の各大字が浜松市に編入される。
- 1961年（昭和36年）6月20日 - 当時浜名郡同士で唯一隣接していた篠原村が浜松市に編入、当村はこれより四方を浜松市に囲まれた状態となる。
- 1972年（昭和47年）11月11日 - 村章を制定する。[3]
- 1991年（平成3年）5月1日 - 浜松市に編入される。また、合併により大字名の末尾に町が付けられた。
- 2007年（平成19年）4月1日 - 浜松市が政令指定都市に移行し、1908年（明治41年）と1949年（昭和24年）に編入された大字が中区、1991年（平成3年）に編入された村域が南区となる。
- 2024年（令和6年）1月1日 - 浜松市の行政区再編により、全域が中央区となる。

## 行政

### 村章
- 1972年（昭和47年）11月11日制定。縁取りは桜の花（華）で「可」に通じ、かつ、その形は南側の太平洋と北側の南アルプスを表し、「美」は槇の葉で構成されている[3]。

### 村民憲章
村政70周年を記念し制定された。
一、自然を大切にし　安全で住みよい環境をつくります
一、思いやりの心をもち　心身の健康につとめます
一、仕事に励み　明るく和やかな家庭をつくります
一、教養を豊かにし　文化の向上につとめます
一、ふれあいの輪をひろげ　たがいに助けあいます

### 歴代村長
『静岡県歴史人物事典』 による。
若林町諏訪神社東側の合併記念碑による。可美村教育委員会平成3年4月30日発行の可美村写真集参照
浅場村長
- 初代:大杉邑次(鴨江）：明治22年（1889年）6月5日-明治（1889年）7月15日
- 第二代:斎田儀助(増楽)：明治22年（1889年）8月30日-明治24年（1891年）2月6日
- 第三代・第八代:岡部譲(伊場)：明治24年（1891年）2月18日-明治26年（1893年）9月6日・明治32年11月22日-明治33年4月4日
- 第四代:小池文雄(浅田)：明治26年（1893年）9月16日-明治28年（1895年）3月21日
- 第五代：鈴木民治(浅田)：明治28年(1895年)6月3日 -明治29年(1896年)9月24日
- 第六代：菅沼耕造(新所)：明治30年(1897年)4月29日 -明治31年(1898年)7月25日
- 第七代太田五平(増楽)：明治31年(1898年)1898年10月5日 -明治32年(1899年)8月31日
- 第九代･第十二代:太田助左衛門(若林)：明治33年(1900年)7月5日 -　明治35年(1902年)4月9日・明治41年11月16日-明治44年4月15日
- 第十代:渡辺傳吉(東若林)：明治35年(1902年)5月3日 -　明治39年(1906年)4月30日
- 第十一代:大杉喜三郎(鴨江)：明治39年(1906年)6月19日 -　明治41年10月1日

可美村長
- 第十三代：高橋岩吉(高塚)：明治44年(1914年)5月26日 -　大正4年(1915年)5月22日
- 第十四代：小野田五郎兵衛(高塚）：大正4年(1915年)5月31日 -　大正12年(1923年)5月27日
- 第十五代：高橋平次郎(高塚)：大正12年(1923年)6月2日 -昭和6年5月30日
- 第十六代：齋田政平(増楽)：1931年5月31日 -　昭和11年4月25日
- 第十七代：新村彌市(若林)：昭和11年(1936年)5月1日 -　昭和17年8月24日
- 第十八代：中村牧太郎(若林)：昭和18年(1943年)4月16日 -　昭和21年11月16日
- 第十九代：高橋英一(高塚)：昭和22年(1947年)年4月10日 -昭和22年(1947年)11月5日
- 第二十代：和久田武(高塚)：昭和23年(1948年)2月 -昭和27年(1952年)２月１７日
- 第二十一代：高橋榮一郎(高塚)：昭和27年(1952年)2月20日 -昭和31年2月16日
- 第二十二代：杢屋啓次郎(若林)：昭和31年(1956年)2月18日 -昭和43年2月17日
- 第二十三代：小島静雄(東若林)：昭和43年(1968年)2月18日 -昭和47年2月17日
- 第二十四代：太田保(増楽)：昭和47年(1972年)2月18日 -昭和55年(1980年)2月17日
- 第二十五代：大場賢治(増楽)：昭和55年(1980年)2月18日 -平成3年4月30日

## 産業
- スズキの本社が置かれていたことから、法人住民税及び固定資産税の収入により財政面では裕福であり、周辺の自治体が全て1950年代に浜松市に合併されていくなか、当村は長らく独立を保っていた。スズキの本社所在地は「静岡県浜名郡可美村高塚300番地」が正式な住所であったが、対外的には「浜松」の企業として知名度が高かったためか「静岡県浜松市外高塚300番地」とされ、通用していた（特に1980年代後半頃）[注 3][5][2]。合併により名実ともに浜松市の企業となった。

## 交通

### 道路
- 一般国道
  - 国道257号
- 県道
  - 静岡県道317号米津東若林線
  - 静岡県道326号高塚停車場入野線
  - 静岡県道327号高塚停車場線

### 鉄道
- 東海旅客鉄道（JR東海）
  - 東海道本線 : 高塚駅
- 日本貨物鉄道
  - 西浜松駅（貨物専用駅、敷地の一部が所在）

## 学校

### 中学校
- 可美村立可美中学校

### 小学校
- 可美村立可美小学校

## 保育園
- 可美村立可美保育園

## 幼稚園
- 可美村立可美幼稚園

## 施設
- 可美公園総合センター（可美プール）
- 城山遺跡(地域愛称マップ)

## 神社
- 高塚熊野神社(高塚)
- 熊野神社(増楽)
- 諏訪神社(若林)
- 八幡神社(東若林)

## 寺院
- 如法山高蔵寺(高塚)･･臨済宗方広寺派大通院末
- 護法院地蔵院(高塚)･･臨済宗方広寺派大通院末
- 東松山増楽寺(増楽)･･臨済宗方広寺派大通院末
- 正覚寺(増楽)・・廃寺。増楽寺と合併。
- 宝珠山威徳寺(若林)･･臨済宗方広寺派大通院末
- 大宝山能済寺(若林)･･臨済宗方広寺派大通院末
- 大徳山広隣寺(若林)･･臨済宗方広寺派大通院末
- 耕田庵(若林)・・廃寺。広隣寺と合併。
- 蔵春庵(若林)・・廃寺。広隣寺へ過去帳のみ預け。
- 東光山観照寺(東若林)･･臨済宗方広寺派大通院末
- 万福寺(東若林)・・廃寺。広隣寺と合併。
- 楞厳寺(東若林)・・廃寺。曹洞宗万松院(篠原)へ合祀

## 出身著名人
- 久保ひとみ（ローカルタレント）